# Bảo tàng ở Racibórz
Bảo tàng ở Racibórz (tiếng Ba Lan: Muzeum w Raciborzu) là một bảo tàng của Ba Lan, nằm trong cơ cấu tổ chức của Công xã Racibórz (từ năm 1990).

## Lược sử hình thành
Khoảng năm 1819, Trường Phúc âm Hoàng gia được thành lập và mọi người bắt đầu sưu tầm để phục vụ việc giảng dạy các môn học khác nhau của trường. Chính quyền thành phố đã ủng hộ ý tưởng thành lập Bảo tàng ở Racibórz để các bộ sưu tập này có thể phục vụ công chúng rộng rãi hơn. Tòa nhà nơi trước đây là nhà thờ tại số 1 Phố Gimnazjalna đã được chọn làm trụ sở của Bảo tàng. Bảo tàng ở Racibórz chính thức khánh thành vào ngày 4 tháng 12 năm 1927.
Trong Chiến tranh thế giới thứ hai, phần lớn bộ sưu tập bị phá hủy và phân tán. Do đó, sau chiến tranh, Bảo tàng chỉ còn khoảng 900 hiện vật. Bảo tàng mở cửa trở lại vào ngày 21 tháng 4 năm 1948. Năm sau, Bảo tàng được quốc hữu hóa.
Theo thống kê năm 1953, bảo tàng có 2.127 hiện vật. Do bộ sưu tập liên tục mở rộng nên tòa nhà tại số 12 Phố Chopina được dùng làm nơi thứ hai để trưng bày các nguồn tài liệu của Bảo tàng. Trong giai đoạn 1976-1983, Bảo tàng trải qua một cuộc cải tạo lớn.

## Triển lãm
Bảo tàng hiện có khoảng 30.000 hiện vật và kỷ vật thuộc bốn lĩnh vực cơ bản: khảo cổ học, lịch sử, dân tộc học và nghệ thuật.